# Liste der denkmalgeschützten Objekte in Altaussee
Die Liste der denkmalgeschützten Objekte in Altaussee enthält die 15 denkmalgeschützten, unbeweglichen Objekte der Gemeinde Altaussee im steirischen Bezirk Liezen.

## Denkmäler
| Foto |                 | Denkmal                                                                              | Standort                                        | Beschreibung | Metadaten |
| ---- | --------------- | ------------------------------------------------------------------------------------ | ----------------------------------------------- | --- | --- |
| ja   | Datei hochladen | Bildstock HERIS-ID: 99650 Objekt-ID: 115801                                          | Fischerndorf Standort KG: Altaussee             | | BDA-Hist.: Q37774447 Status: § 2a Stand der BDA-Liste: 2025-06-30 Name: Bildstock GstNr.: 1723/2 Bildstock bei Jagdhaus Seewiese (Altaussee)                            |
| ja   | Datei hochladen | Kath. Pfarrkirche hl. Ägyd mit ehem. Friedhof HERIS-ID: 50960 Objekt-ID: 56489       | Fischerndorf Standort KG: Altaussee             | Die Altausseer Kirche wird erstmals im Gesamturbar des Herzogtums Steiermark, das unter Albrecht I. zwischen 1280 und 1295 angelegt wurde, urkundlich erwähnt. Der Kirchenpatron, der hl. Ägidius, weist auf eine Entstehung im 12. Jahrhundert hin. Der heutige Bau stammt aus dem Jahr 1434. In den Jahren 1859–1861 finanzierte Kaiser Franz Joseph I. einen vergrößernden Umbau im Stil der Neugotik. Vom Vorgängerbau ist u. a. noch ein spätgotisches Sakramentshäuschen erhalten (um 1520). | BDA-Hist.: Q15124657 Status: § 2a Stand der BDA-Liste: 2025-06-30 Name: Kath. Pfarrkirche hl. Ägyd mit ehem. Friedhof GstNr.: .1 Pfarrkirche Altaussee                  |
| ja   | Datei hochladen | Alte Gradieranstalt HERIS-ID: 88436 Objekt-ID: 103006                                | Fischerndorf 46, neben Standort KG: Altaussee   | Die Gradieranstalt bietet lt. Anschlagtafel Linderung bei Atemwegsbeschwerden. 1956 wurde die Anlage nach der Idee des damaligen Betriebsleiters des Salzbergbaues Altaussee von Bergleuten und Pensionisten des Salzbergbaues erbaut. Sie ist die älteste dieser Art in Österreich. Die Anlage und die aus dem Salzberg Altaussee stammenden Rohsole ist lt. Anschlagtafel als Kurmittel behördlich anerkannt. Die Österreichischen Bundesforste liefert das Tannenreisig. | BDA-Hist.: Q37725594 Status: § 2a Stand der BDA-Liste: 2025-06-30 Name: Alte Gradieranstalt GstNr.: .1207                                                               |
| ja   | Datei hochladen | Pfarrhof HERIS-ID: 88206 Objekt-ID: 102741                                           | Fischerndorf 36 Standort KG: Altaussee          | | BDA-Hist.: Q37724018 Status: § 2a Stand der BDA-Liste: 2025-06-30 Name: Pfarrhof GstNr.: .52                                                                            |
| ja   | Datei hochladen | Bildstock HERIS-ID: 99659 Objekt-ID: 115810                                          | bei Fischerndorf 36 Standort KG: Altaussee      | | BDA-Hist.: Q37774475 Status: § 2a Stand der BDA-Liste: 2025-06-30 Name: Bildstock GstNr.: 283                                                                           |
| ja   | Datei hochladen | Jagdhaus Seewiese HERIS-ID: 99651 Objekt-ID: 115802                                  | Fischerndorf 55 Standort KG: Altaussee          | | BDA-Hist.: Q37774458 Status: § 2a Stand der BDA-Liste: 2025-06-30 Name: Jagdhaus Seewiese GstNr.: .774 Jagdhaus Seewiese (Altaussee)                                    |
| ja   | Datei hochladen | Volksschule HERIS-ID: 99638 Objekt-ID: 115789                                        | Fischerndorf 57 Standort KG: Altaussee          | | BDA-Hist.: Q37774437 Status: § 2a Stand der BDA-Liste: 2025-06-30 Name: Volksschule GstNr.: .795                                                                        |
| ja   | Datei hochladen | Kur- und Amtshaus HERIS-ID: 88207 Objekt-ID: 102742                                  | Fischerndorf 61 Standort KG: Altaussee          | | BDA-Hist.: Q37724043 Status: § 2a Stand der BDA-Liste: 2025-06-30 Name: Kur- und Amtshaus GstNr.: 250/1                                                                 |
| ja   | Datei hochladen | Dreifaltigkeitssäule HERIS-ID: 88208 Objekt-ID: 102743                               | bei Fischerndorf 113 Standort KG: Altaussee     | Die Altausseer Dreifaltigkeitssäule ist der Oberteil der ursprünglich 1679 in Bad Aussee errichteten barocken Pestsäule. Die Bad Ausseer Säule wurde 1876 wegen Baufälligkeit abgetragen und durch eine neue Säule des Grazer Bildhauers Jakob Gschiel ersetzt. Der Oberteil der alten Säule wurde in Altaussee, der Sockel im Bad Ausseer Kurpark aufgestellt. | BDA-Hist.: Q37724062 Status: § 2a Stand der BDA-Liste: 2025-06-30 Name: Dreifaltigkeitssäule GstNr.: 250/1                                                              |
| ja   | Datei hochladen | Burgruine Pflindsberg HERIS-ID: 62361 Objekt-ID: 74893                               | Lichtersberg Standort KG: Altaussee             | Die Burg Pflindsberg wurde um 1250 im Auftrag des erwählten Salzburger Erzbischofs Philipp von Spanheim als Wehranlage erbaut. Zwischen 1460 und 1490 wurde der Herrschaft Pflindsberg die hohe Gerichtsbarkeit übertragen und die Burg diente fortan als Kerker und Hinrichtungsstätte des Landgerichts. Nachdem 1755 der letzte Bewohner die Burganlage verlassen hatte, wurde sie dem Verfall preisgegeben. 2000 errichteten die Österreichischen Bundesforste auf dem Gelände der ehemaligen Burganlage, von der nur mehr spärliche Mauerreste vorhanden sind, eine Aussichtswarte. | BDA-Hist.: Q1013484 Status: Bescheid Stand der BDA-Liste: 2025-06-30 Name: Burgruine Pflindsberg GstNr.: .362/1, 1268 Burg Pflindsberg                                  |
| ja   | Datei hochladen | Knappenhaus des Salzbergwerks, Steinberghaus HERIS-ID: 46784 Objekt-ID: 48963        | Lichtersberg 25 Standort KG: Altaussee          | Das Knappenhaus „Steinberghaus“ liegt auf 945 m Seehöhe am nordöstlichen Hang des Sandling-Massivs und ist über das Mundloch des 1319 angeschlagenen Steinberg-Stollens des Altausseer Salzbergwerkes gebaut. Heute dient es als Eingang ins Schaubergwerk. Das Steinberghaus und dessen Nebengebäude stammen aus der Zeit zwischen 1839 und 1961 und dienten als die zentralen obertägigen Einrichtungen des Bergwerks: Betriebsleitung, Werkstätten und Wohngebäude. Während des Zweiten Weltkrieges (1943–1945) diente es als Zugang zum Bergungsort Salzbergwerk Altaussee, einer Einlagerungsstätte für wertvolle bewegliche Kulturgüter zum Schutz gegen die Auswirkungen des Krieges.                     | BDA-Hist.: Q38023706 Status: Bescheid Stand der BDA-Liste: 2025-06-30 Name: Knappenhaus des Salzbergwerks, Steinberghaus GstNr.: 1393/1                                 |
| ja   | Datei hochladen | Holzhütten, Blaa-Alm HERIS-ID: 108354 Objekt-ID: 125795                              | Lichtersberg 73, östlich Standort KG: Altaussee | | BDA-Hist.: Q37812733 Status: § 2a Stand der BDA-Liste: 2025-06-30 Name: Holzhütten, Blaa-Alm GstNr.: 1662, 1663 Blaa-Alm (Cultural Heritage)                            |
| ja   | Datei hochladen | Holzhütten, Altausseer Rettenbach-Alm HERIS-ID: 108355 Objekt-ID: 125796             | Standort KG: Altaussee                          | | BDA-Hist.: Q37812746 Status: § 2a Stand der BDA-Liste: 2025-06-30 Name: Holzhütten, Altausseer Rettenbach-Alm GstNr.: 1687, 1688 Rettenbachalm (Altaussee)              |
| ja   | Datei hochladen | Römerzeitliche Wegtrasse und Siedlung Michlhallberg HERIS-ID: 60058 Objekt-ID: 71899 | Michlhallberg Standort KG: Altaussee            | Die römerzeitliche Siedlung am Michlhallberg war über eine eigene Straße ans römische Straßennetz angebunden. Die Wegtrasse führte auf der einen Seite über Bad Goisern zur Traun und entlang dieser bis Wels/Ovilava, auf der anderen Seite über Lupitsch Richtung Bad Aussee und Bad Mitterndorf ins Ennstal. Angelegt war die Straße war als reiner Erdweg. Nur in Feuchtgebieten war sie mit Hölzern befestigt. Dies deutet auf eine hauptsächlich lokale Bedeutung der Straße hin. Die zahlreichen gefundenen Hipposandalen lassen jedoch auf einen regen Verkehr schließen. Anmerkung: Die Koordinaten beziehen sich auf das Grundstück und wurden in die Nähe der Grundstücke in der KG Lupitsch gesetzt. | BDA-Hist.: Q38089926 Status: Bescheid Stand der BDA-Liste: 2025-06-30 Name: Römerzeitliche Wegtrasse und Siedlung Michlhallberg GstNr.: 1257/1                          |
| ja   | Datei hochladen | Römerzeitliche Wegtrasse und Siedlung Michlhallberg HERIS-ID: 60057 Objekt-ID: 71898 | Michlhallberg Standort KG: Lupitsch             | Die römerzeitliche Siedlung am Michlhallberg wurde 1993 entdeckt. Sie liegt am südlichen Abhang des Sandlings auf 1000 m Seehöhe. 1997–1999 erfolgten archäologische Ausgrabungen, bei welchen zahlreiche Kleinfunde, aber keine gesicherten Reste römischer Bauten festgestellt wurden. Dem Fundmaterial zufolge dürfte die Siedlung vom Ende des 2. Jahrhunderts n. Chr. bis ins späte 4. Jahrhundert bestanden haben. Als Grund für eine Siedlungstätigkeit in der abgeschiedenen Höhenlage wird das nahe Salzvorkommen im Sandling-Massiv vermutet. Eine Salzverarbeitung vor Ort konnte aber archäologisch nicht nachgewiesen werden.                                                                       | BDA-Hist.: Q38089914 Status: Bescheid Stand der BDA-Liste: 2025-06-30 Name: Römerzeitliche Wegtrasse und Siedlung Michlhallberg GstNr.: 461/1, 454/1, 454/2, 467/1, 456 |